# Фаньчэн
Фаньчэ́н (кит. упр. 樊城, пиньинь Fánchéng) — район городского подчинения городского округа Сянъян провинции Хубэй (КНР).

## История
Топоним «Фань» восходит ещё к эпохе Чжоу.
Во времена империи Хань в 201 году до н. э. в этих местах был образован новый уезд, который из-за того, что его власти разместились на «янском» берегу реки Сяншуй, получил название Сянъян (襄阳县). Во времена императора Сянь-ди в Сянъян переместил свою резиденцию Лю Бяо, который был цыши (губернатором) провинции Цзинчжоу. В 208 году эти места захватил Цао Цао, и уезд вошёл в состав нового округа Сянъян (襄阳郡).
В середине VI века, когда эти места оказались в составе государства Западная Вэй, был создан уезд Фаньчэн (樊城县), подчинённый округу Хэнань (河南郡). При империи Северная Чжоу уезд Фаньчэн был расформирован, а в этих местах был создан уезд Аньян (安养县).
Во времена империи Тан уезд Аньян был в 742 году переименован в Линьхань (临汉县). В 805 году в связи с тем, что власти уезда Линьхань переехали в бывший административный центр уезда Дэнсянь, уезд был переименован в Дэнчэн (邓城县). Во времена империи Сун уезд Дэнчэн был в 1135 году присоединён к уезду Сянъян (襄阳县).
В 1949 году был образован Специальный район Сянъян, и уезд Сянъян вошёл в его состав. В 1951 году посёлки Фаньчэн и Сянъян уезда Сянъян были объединены в город Сянфань (襄樊市), подчинённый напрямую властям провинции Хубэй. В 1958 году город Сянфань был понижен в статусе и перешёл в подчинение властям специального района. В 1970 год Специальный район Сянъян был переименован в Округ Сянъян (襄阳地区).
В 1979 году город Сянфань был вновь поднят в статусе и опять стал городом провинциального подчинения.
В 1983 году решением Госсовета КНР город Сянфань и округ Сянъян были объединены в городской округ Сянфань. Бывший город Сянфань был разделён на четыре района. В 1995 году эти четыре района были упразднены, а вместо них было образовано два района, один из которых стал носить название «Фаньчэн».
В 2010 году решением Госсовета КНР городской округ Сянфань был переименован в Сянъян.

## Административное деление
Район делится на 11 уличных комитетов и 3 посёлка.